# Zhang Yan (cesarzowa)
Zhang Yan (chiń. upr. 张嫣; chiń. trad. 張嫣; pinyin Zhāng Yān) (zm. 163 p.n.e.) – znana oficjalnie jako cesarzowa Xiaohui (孝惠皇后), cesarzowa dynastii Han, żona cesarza Huidi.
Była córką księżniczki Yuan z Lu (jedynej córki Liu Banga, cesarza Gaozu i jego żony, cesarzowej Lü Zhi) i księcia Zhao, Zhang Ao (张敖); jej data narodzin jest nieznana. Jej ojciec został w 198 p.n.e. zamieszany w spisek przywódców Zhao przeciw cesarzowi Gaozu, aczkolwiek odmawiał udziału w konspiracji. Spisek miał być sprowokowany arogancją, jaką okazywał cesarz podczas wizyty w Zhao, mimo tego, że zięć podejmował go z należnymi honorami. Gdy niewinność księcia Zhao została udowodniona, został zwolniony z więzienia, jednak cesarz zdegradował go do stopnia markiza Xuanping.
W 195 r.p.n.e. na tron wstąpił Liu Ying, cesarz Huidi, brat księżniczki Yuan i wuj Zhang Yan. Nowy cesarz był młody i zastraszony przez matkę, cesarzową-wdowę Lü, która dążyła do koncentracji władzy usuwając innych synów Liu Banga i awansując członków swojego klanu Lü. Cesarzowa-wdowa zdecydowała, że cicha i podporządkowująca się wnuczka będzie odpowiednią kandydatką na żonę dla cesarza, a ścisłe powiązania rodzinne umocnią jej (Lü) władzę i doprowadziła do ich małżeństwa w 191 r. Aczkolwiek nie istniały formalne zakazy małżeństw między wujami a siostrzenicami, związek taki był bliski  kazirodztwu, nikt jednak nie odważył się sprzeciwić potężnej cesarzowej-wdowie.
Brak wiadomości o małżeństwie Huidi i Zhang Yan, poza tym, że było bezdzietne. Kronika dynastii Han podaje, że cesarzowa adoptowała dzieci cesarza i dam pałacowych. Według późniejszych kronik, matka adoptowanego syna została zgładzona na polecenie Zhang Yan, którą skłoniła do tego Lü Zhi.
Kiedy cesarz Hui zmarł, jeden z synów adoptowanych przez cesarzową, Liu Gong, został koronowany na cesarza. Faktyczną władzę sprawowała jednak cesarzowa-wdowa Lü, a Zhang Yan nie brała udziału w polityce. W 184 p.n.e. młody cesarz dowiedział się, że nie jest synem Zhang Yan, a jego matka została na jej polecenie stracona, miał zagrozić odwetem za śmierć swojej matki. By uniknąć potencjalnego konfliktu na dworze, Lü Zhi usunęła go z tronu i potajemnie zamordowała, a na tronie osadziła także nieletniego Liu Honga, innego syna cesarza Huidi, również adoptowanego przez cesarzową Zhang.
Po śmierci Lü Zhi, pozostali synowie Liu Banga wystąpili przeciwko klanowi Lü i zniszczyli go, a następnym cesarzem został Liu Heng. Cesarzowa-wdowa Zhang, blisko (choć nie z własnej woli) związana z Lü Zhi, nie została zgładzona, lecz odesłana do północnego pałacu, gdzie przeżyła następnych 16 lat, aż do śmierci w 163 p.n.e.; brak jest danych na temat ostatniego okresu jej życia.